# 羽島市立上中小学校
羽島市立上中小学校 （はしましりつ　かみなかしょうがっこう）は、かつて岐阜県羽島市に存在した公立小学校。

## 概要
- 上中町一色（一部）・上中町午北・上中町沖・上中町中・上中町千束などが校区であり、旧・羽島郡上中島村の小学校であった。1959年、下中小学校と統合。中島小学校の新設により廃校。
- 校地校舎は中島小学校に引き継がれた。

## 沿革
- 1873年（明治6年） - 長間村に精一第一学校（通称：北校）、沖村に精一第二学校（通称：南校）、一色村に一色学校が開校する。
- 1874年（明治7年） - 精一第二学校に一色学校が統合される。
- 1875年（明治8年）4月 - 精一第一学校と精一第二学校が統合され、精一学校となる。
- 1880年（明治13年） - 長間村が精一学校から脱退。長間学校が開校する。
- 1881年（明治14年） - 精一学校の校区に午北新田が加わる。
- 1886年（明治19年） - 精一学校が沖尋常小学校（尋常科・簡易科・高等科併設）、長間学校が長間簡易科小学校に改称する。
- 1888年（明治21年） - 沖尋常小学校に長間簡易科小学校が統合される。
- 1897年（明治30年）4月1日 - 沖村、中村、一色村、長間村、午北新田が合併し、上中島村が発足。同時に上中島尋常小学校に改称する。
- 1900年（明治33年） - 上中島尋常高等小学校に改称する。
- 1941年（昭和16年）4月1日 - 上中島国民学校に改称する。
- 1947年（昭和22年）4月1日 - 上中島村立上中島小学校に改称する。
- 1954年（昭和29年）4月1日 - 正木村、足近村、小熊村、竹ヶ鼻町、上中島村、下中島村、江吉良村、堀津村、福寿村、桑原村が合併し羽島市が発足。同時に羽島市立上中小学校に改称する。
- 1958年（昭和33年）9月 - 校区の変更により、一部の児童が中央小学校に転校する。
- 1959年（昭和34年）12月31日 - 廃校。